# Mariska Parewyck
Mariska Parewyck (* 13. Dezember 1988) ist eine belgische Leichtathletin, die sich auf den Mittelstreckenlauf spezialisiert hat und vor allem im Crosslauf Erfolge verzeichnet.

## Sportliche Laufbahn
Erste internationale Erfahrungen sammelte Mariska Parewyck bei den Crosslauf-Europameisterschaften 2022 in Turin, bei denen sie mit 17:47 min den siebten Platz mit der belgischen Mixed-Staffel belegte. Bei den Crosslauf-Europameisterschaften 2024 in Antalya gelangte sie mit 18:33 min auf den siebten Platz in der Mixed-Staffel.
2012 wurde Parewyck belgische Meisterin im 800-Meter-Lauf im Freien sowie auch in der Halle. Zudem wurde sie 2023 Landesmeisterin in der 4-mal-800-Meter-Staffel sowie Hallenmeisterin im 1500-Meter-Lauf.

## Persönliche Bestzeiten
- 800 Meter: 2:02,74 min, 17. August 2024 in Jambes
  - 800 Meter (Halle): 2:06,28 min, 3. Februar 2024 in Gent
- 1500 Meter: 4:08,46 min, 20. Juli 2024 in Ninove
  - 1500 Meter (Halle): 4:17,72 min, 21. Januar 2024 in Luxemburg